# Daniel Eriksson
Daniel "Zeke" Eriksson, född 20 oktober 1974, är en svensk före detta bandyspelare.
Eriksson har under nästan hela sin karriär representerat moderklubben Sandvikens AIK, enda undantaget är säsongen 2003/2004 samt 2008/2009, då han spelade i det ryska lagen HK Vodnik samt Dynamo Moskva. Han fick sitt smeknamn Zeke från karaktären Zeke-varg. 

## Karriär
- Svensk mästare 1997 2000, 2002, 2003 och 2011
- Världsmästare 2003 och 2005
- Avslutade sin spelarkarriär genom att på det sista skottet göra 6-5 för Sandvikens AIK i Sudden death mot Bollnäs och därmed vinna SM-guld.